# Grande incêndio Oulu de 1882

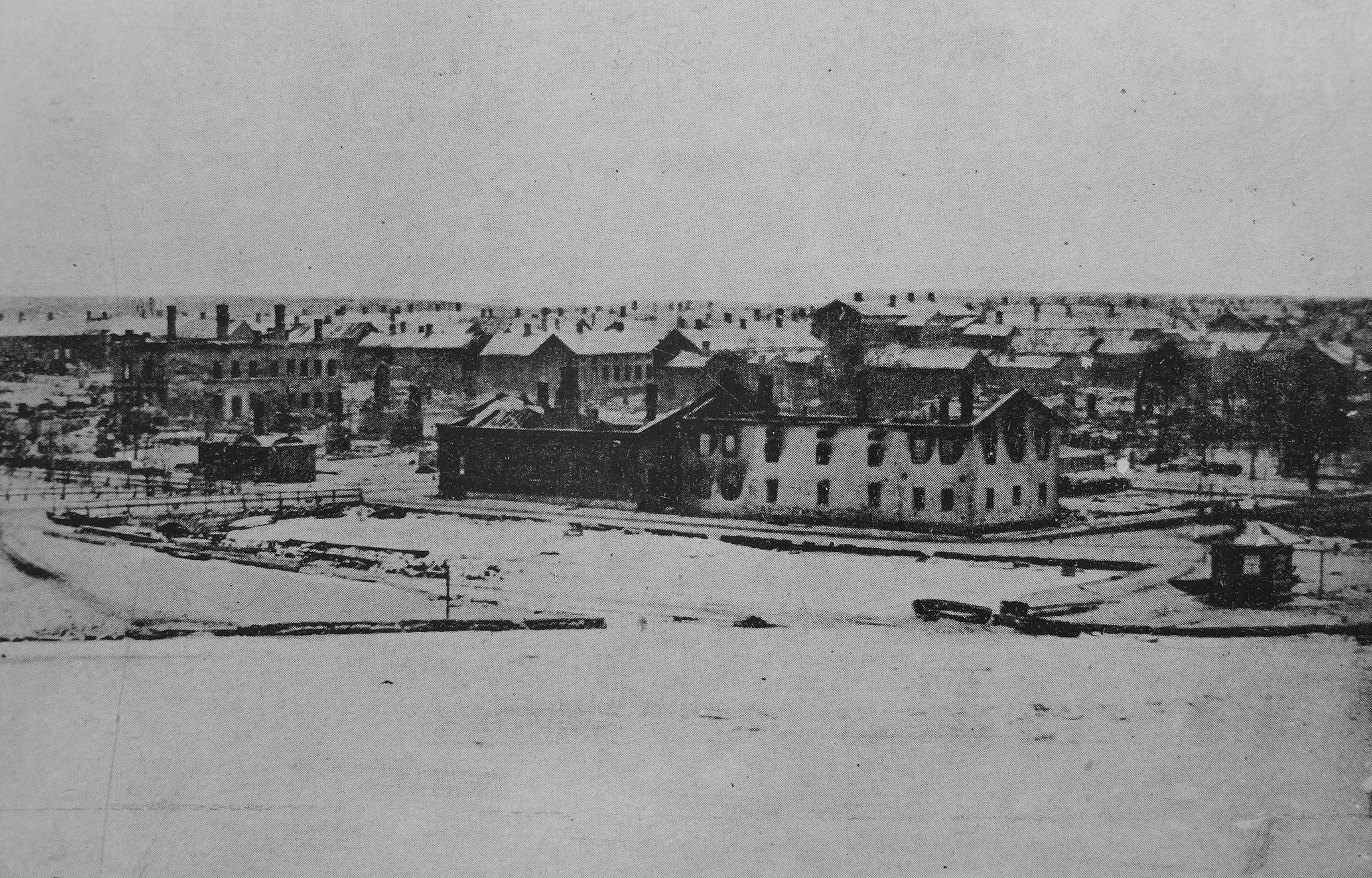
Oulu em ruínas após o incêndio

O grande incêndio de Oulu de 1882 foi uma conflagração que começou no porão da farmácia na esquina de Kirkkokatu e Pakkahuoneenkatu na noite de 2 de novembro, destruindo 27 edifícios ao longo de Hallituskatu e Pakkahuoneenkatu no centro de Oulu, Finlândia, entre eles o da cidade Seurahuone. O porão foi usado para armazenar gasolina e outros materiais inflamáveis, o que levou o fogo rapidamente a ficar fora de controle. Dirigiu-se para o rio Oulu e destruiu os armazéns de sal e grãos ao longo de sua costa. A brigada de incêndio, no entanto, conseguiu evitar que o fogo se espalhasse para a casa de embalagem.